# 圣让迪布瓦
圣让迪布瓦（法語：Saint-Jean-du-Bois，法語發音：[sɛ̃ ʒɑ̃ dy bwa]）是法国萨尔特省的一个市镇，属于拉弗莱什区。

## 地理
圣让迪布瓦（47°52'20"N, 0°2'24"W）面积14.62 平方千米，位于法国卢瓦尔河地区大区萨尔特省，该省份为法国西北部内陆省份，北起顺时针与奥恩省、厄尔-卢瓦省、卢瓦-谢尔省、安德尔-卢瓦尔省、曼恩-卢瓦尔省和马耶讷省接壤，是法国大西部的入口，连接卢瓦尔河谷、布列塔尼和巴黎盆地。
与圣让迪布瓦接壤的市镇（或旧市镇、城区）包括：萨尔特河畔费尔塞、萨尔特河畔拉叙兹、萨尔特河畔努瓦延。

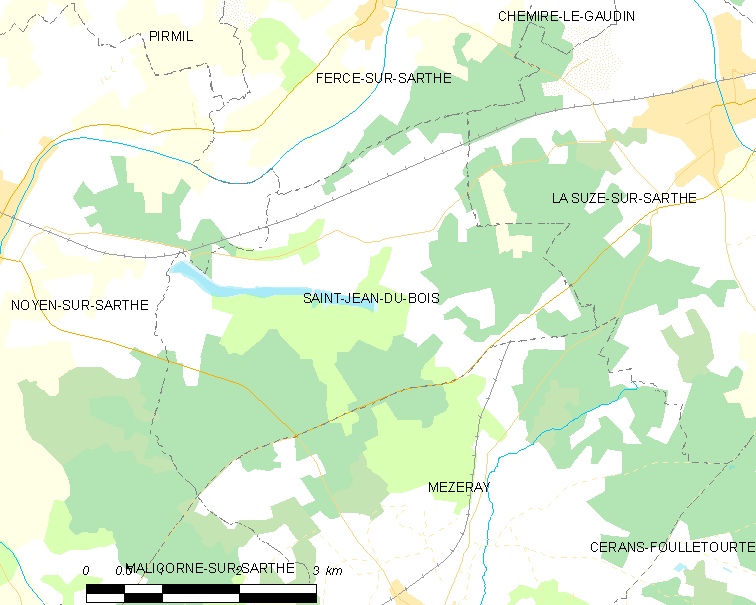
圣让迪布瓦的OSM定位图

圣让迪布瓦的时区为UTC+01:00、UTC+02:00（夏令时）。

## 行政
圣让迪布瓦的邮政编码为72430，INSEE市镇编码为72293。

## 政治
圣让迪布瓦所属的省级选区为萨尔特河畔拉叙兹县。

## 人口

1962-2008年间圣让迪布瓦人口变化图示

圣让迪布瓦于2022年1月1日时的人口数量为612人。